# Blake Hamilton (ur. 1994)
Blake Ellis Hamilton (ur. 26 października 1994 w Pasadenie) – amerykański koszykarz grający na pozycjach rzucającego obrońcy lub niskiego skrzydłowego, obecnie zawodnik APOEL-u. 
6 września 2018 został zawodnikiem BM Slam Stali Ostrów Wielkopolski. 20 listopada opuścił klub.
Jest kuzynem Daniela Hamiltona, który grał w UConn i został wybrany w drafcie do NBA 2016 oraz Jordana Hamiltona, wybranego w drafcie NBA 2011.

## Osiągnięcia
Stan na 6 stycznia 2021, na podstawie, o ile nie zaznaczono inaczej.
NJCAA
- Zaliczony do I składu All-SCC North Division (2015)

NCAA
- Uczestnik turnieju NCAA (2016)
- Mistrz turnieju konferencji Mid-American (MAAC – 2016)
- Zaliczony do:
  - II składu MAC (2017)
  - III składu MAC (2016)
- Zawodnik tygodnia MAC (6.03.2017, 6.02.2017)

Drużynowe
- Mistrz Łotwy (2018)